# World Coming Down
World Coming Down – płyta zespołu Type O Negative wydana w 1999 roku.

## Lista utworów
1. "Skip It" - 0:11
2. "White Slavery" - 8:21
3. "Sinus" - 0:53
4. "Everyone I Love Is Dead" - 6:11
5. "Who Will Save the Sane" - 6:41
6. "Liver" - 1:42
7. "World Coming Down" - 11:10
8. "Creepy Green Light" - 6:56
9. "Everything Dies" - 7:43
10. "Lung" - 1:36
11. "Pyretta Blaze" - 6:57
12. "All Hallows Eve" - 8:35
13. "Day Tripper / If I Needed Someone / I Want You (She's So Heavy) - 7:02

## Twórcy
- Peter Steele - śpiew, gitara basowa
- Kenny Hickey - gitara prowadząca
- Josh Silver - instrumenty klawiszowe
- Johnny Kelly - perkusja